# Xanto Lidio
Xanto Lidio, o Xanto di Lidia, (Sardi, ... – ...; fl. V secolo a.C.) è stato uno storico greco antico, probabilmente attivo nel V secolo a.C..

## Biografia
Lidio ellenizzato, scrisse una storia della Lidia (Λυδιακὰ), in quattro libri. Secondo Eforo l'opera avrebbe costituito la principale fonte di Erodoto, ma l'affermazione è considerata con scetticismo dagli studiosi moderni, che dubitano anche che tale dipendenza sia stata cronologicamente possibile. 
L'opera attirò a lungo interesse e in epoca ellenistica ne furono fatti estratti. Oggi ne restano ventisette frammenti per un totale di circa tremilasettecento parole.
Xanto fu autore anche di Μαγικὰ, sulla religione persiana, e di un'opera Su Empedocle ( Περὶ Ἐμπεδοκλέους).

## Edizioni dei frammenti
- Karl Wilhelm Ludwig Müller, Fragmenta historicorum Graecorum, 1. Paris: Didot, 1841: 36-44.
- Felix Jacoby, Die Fragmente der griechischen Historiker, Nr. 765.